# شوهر آهو خانم (فیلم)
شوهر آهو خانم به کارگردانی و نویسندگی داوود ملاپور و بازیگری مهری ودادیان ساخته شد.

## خلاصه داستان
مردی میانه سال متدینی که همسر و فرزند دارد شیفته زن بیوه‌ای به نام «هما» می‌شود و در مقابل این عشق و مسئولیت‌های خانوادگی اش با نفس خویش مبارزه می‌کند…